# 平和

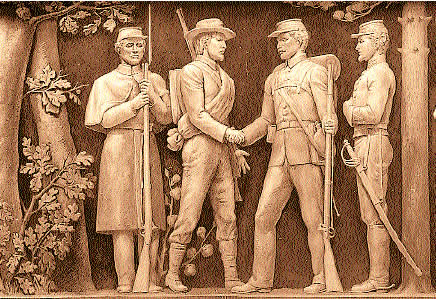
"Peace at the End of the Civil War" 議事堂建築監作。

平和（へいわ、英: peace）は、戦争や暴力で社会が乱れていない状態のこと。

## 概説
戦争は人類と同じくらい古いように見えるが、平和は現代の発明である。
国際関係において「平和」は戦争が発生していない状態を意味し、元来、戦争は宣戦布告に始まり平和（講和）条約をもって終了し、これにより平和が到来するとされてきた。国際連合憲章の下では、一般に、自衛権や安全保障理事会の決定に基づくもの以外の武力行使は禁止されており、伝統的な意味での戦争は認められなくなっている（戦争の違法化）。しかし、武力紛争は現実には発生しており、特に第二次世界大戦後の武力衝突では宣戦布告もなく休戦協定も頻繁に破られるなど旧来の戦争の定義をあてはめることが困難になり戦争と平和の時期的な区別も曖昧になっているという指摘がある。また、従来、国際平和秩序はあくまでも国家間での平和の維持を共通目標とするものにとどまり、各国の国内の人民の安全まで保障しようとするものではなかったため、各国の国内での人道的危機が国際社会から見放されてきたのではないかという問題も指摘されており、人間の安全保障と平和の両立が課題となっている。

## 国家間の平和から人間の安全保障への展開
上のように人間の安全保障と平和の両立が新たな課題となっている。ルドルフ・ジョセフ・ランメルによって20世紀に発生した政府権力による民衆殺戮の犠牲者数は戦争犠牲者数を上回るという研究が出されるなど、従来の平和創造の歴史は国家間の平和にとどまり必ずしも人々の安全確保のためではなかったことが問題視されるなど伝統的な平和観の変容が指摘されている。国民統合が進まず政府の統治の正当性が確立されていない多民族国家や発展途上国では、外部脅威に加えて反体制派（運動）や分離主義（運動）といった内部脅威が存在し、内部脅威への強権的な対応の帰結として戦争の犠牲者数を上回るほどの多くの命が政府権力の手によって奪われるという人道的危機を発生させた。その背景には、武力行使が禁止され侵略戦争は減少したが、国際政治での勢力拡張の様式が旧来の侵略や領土併合ではなく同盟国や友好国の数を増やすことに変化した結果、同盟国や友好国の内部で発生する非人道的行為が看過されることになったこと、核時代の黎明期に「平和共存」平和観が支配的になり、人権侵害を止めるための外交的圧力がかえって国際関係に緊張をもたらし核戦争にまで発展する恐れがあることから敵対する陣営内の人権問題への干渉は互いに控えねばならず、人権の抑圧等が看過せざるを得ない状況が出現したことが挙げられている。
2001年1月に緒方貞子国連難民高等弁務官（当時）とアマルティア・セン・ケンブリッジ大学トリニティ・カレッジ学長（当時）を共同議長とする「人間の安全保障委員会」が創設され、2003年2月の最終報告書では「安全保障」の理論的枠組みを再考し、安全保障の焦点を国家のみを対象とするものから人々を含むものへ拡大していく必要があり、人々の安全を確保するには包括的かつ統合された取り組みが必要であるとしている。グローバル化や相互依存の深まりによって、戦争に限らず、貧困、環境破壊，自然災害、感染症、テロ、突然の経済・金融危機といった人々の生命・生活に深刻な影響を及ぼす国際課題に対処するためには、従来の国家を中心に据えたアプローチだけでは不十分になってきているという背景もある。
一方、1990年代のバルカン半島情勢への対処以降、人道目的のための武力行使（人道的介入）が増加している。これは国家中心的で伝統的な主権の概念よりも人権と正義に関する国連憲章条項が重視されるようになったことと関係があると広く考えられているが、人道目的のための武力の行使や武力の行使の示唆に対しては異論もある。

## 平和論の類型
今日までの平和論は軍縮・軍備管理による平和、戦争違法化による平和、経済国際主義による平和、相互信頼による平和、集団安全保障による平和などに分類される。このほかに20世紀末に民主主義による平和論が考えられるようになった。

### 勢力均衡
19世紀のヨーロッパにおいては、勢力均衡が大局的な平和に寄与すると考えられていた。これは当時のヨーロッパの大国がそれなりに釣り合いの取れた国力を有したことと、最有力国であるイギリスがヨーロッパ大陸の覇権争いから距離を置き、バランサーとして振る舞うことで成立した。ただしこれで維持される平和は大国間のものにすぎず、ヨーロッパ外の勢力は次々と植民地化されていった。また19世紀後半に入ると勢力の均衡が崩れ、軍拡競争の果てに第一次世界大戦の勃発によって勢力均衡方式は破綻した。ただしこの理論は第二次世界大戦後、アメリカ合衆国とソヴィエト連邦による冷戦の中で復活し、ハンス・モーゲンソウらの唱える現実主義は勢力均衡の重要性を論じた。やがてケネス・ウォルツがネオリアリズムを唱え、従来の勢力均衡理論に変更を加えたものの本質的なものではなく、2大勢力の間の勢力均衡こそが最も安定すると論じた。ウォルツの理論は勢力均衡論に大きな影響を与え、突出した大国が覇権を握る状況が最も国際情勢が安定すると唱えるロバート・ギルピンの覇権安定論や、均衡の対象は強国ではなく最も脅威とみなされる国家となると唱えるスティーヴン・ウォルトの脅威均衡など、さまざまな理論へと発展していった。

### 軍縮及び軍備管理
軍縮・軍備管理による平和としては、国際連盟規約、ワシントン海軍軍縮条約、弾道弾迎撃ミサイル制限条約、戦略兵器削減条約、核拡散防止条約などがある。こうした軍縮を行う国際機関としては、ジュネーブ軍縮会議が前身も含めれば1960年から活動を行っているものの、21世紀に入ってからの活動は停滞が続いている。
第一次世界大戦後、国際連盟規約で軍備縮小が定められ、1922年のワシントン海軍軍縮条約では列強各国の海軍艦船の制限が取り決められたものの、この割り当てに対して日本などでは強い不満が起きることとなり、のちに日本は1930年のロンドン海軍軍縮会議からも1936年に脱退し、1935年の第二次ロンドン海軍軍縮会議などの努力もあったものの、結局軍縮は失敗して第二次世界大戦へとつながっていくことになった。
第二次世界大戦後の軍備管理条約は、まず世界中に拡散してしまった核兵器の軍縮から始まった。1963年の部分的核実験禁止条約では地下核実験を除く核実験が禁止され、1970年に発行した核拡散防止条約ではアメリカ・ソ連・イギリス・フランス・中国の5ヶ国以外の核保有を認めないことで核保有国の拡大にとりあえずの歯止めをかけた。核実験に関しては、1996年に地下核実験も含む全ての核実験の禁止を定めた包括的核実験禁止条約が採択されたものの、一部国家において批准がなされておらず、条約は未発効のままとなっている。
また、1967年にラテンアメリカ及びカリブ核兵器禁止条約（トラテロルコ条約）が調印されたのを皮切りに非核兵器地帯の設定が世界各地で進められ、1985年の南太平洋非核地帯条約（ラロトンガ条約）、1995年の東南アジア非核兵器地帯条約（バンコク条約）、1996年のアフリカ非核兵器地帯条約（ペリンダバ条約）、そして2006年の中央アジア非核兵器地帯条約（セメイ条約）と、相次いで非核兵器地帯が設定された。
冷戦における二大大国であるアメリカとソ連の間でも1969年に第一次戦略兵器制限交渉が開始され、1972年に調印されたのを皮切りに、第二次戦略兵器制限交渉（1979年）、中距離核戦力全廃条約（1987年）、第一次戦略兵器削減条約（1991年）と相次いで戦略兵器削減条約が締結された。1990年にはヨーロッパ通常戦力条約が締結され、通常戦力の削減も行われた。1991年にソ連が崩壊した後もロシアとのあいだで第二次戦略兵器削減条約（1993年）が締結されたもののこれは発効しなかったが、のちにモスクワ条約 (2002年)、第四次戦略兵器削減条約（2011年）が発効するなど核軍縮の努力は続けられた。
各国の主権の及ばない地域においては、1959年の南極条約において南極における一切の軍事行動が禁止され、1967年の宇宙条約において地球周回軌道や宇宙空間に大量破壊兵器を運ぶ物体を乗せること、および月など他天体における一切の軍事行動が禁止され、さらに1971年の海底核兵器禁止条約における大量破壊兵器の設置を禁じるなど、軍事行動の禁止・抑制が相次いで決定された。ただし宇宙条約では宇宙空間における通常兵器の使用は禁じられておらず、宇宙における軍備管理の議論も停滞している。
化学兵器・生物兵器に関しては、1925年のジュネーヴ議定書で使用が禁止されたあと、1975年の生物兵器禁止条約によって生物兵器の開発・生産・貯蔵等が全て禁止され、次いで化学兵器の生産・貯蔵等も1993年の化学兵器禁止条約によって禁止された。
通常兵器に関しては、1980年の特定通常兵器使用禁止制限条約において地雷や焼夷兵器の使用制限が取り決められ、1997年の対人地雷の使用、貯蔵、生産及び移譲の禁止並びに廃棄に関する条約（オタワ条約）において対人地雷の使用、貯蔵、生産、移譲等の全面禁止が定められ、2008年のクラスター弾に関する条約ではクラスター爆弾の全面禁止が決定された。

### 戦争の違法化
戦争の違法化は国際連盟の設立を機に、1928年の不戦条約で戦争放棄に関する初の多国間条約が成立し、第二次世界大戦後には国際連合憲章の武力行使禁止原則（国際連合憲章第2条4項)に発展した。国際連合憲章第2条第4項では「すべての加盟国は、その国際関係において、武力による威嚇又は武力の行使を、いかなる国の領土保全又は政治的独立に対するものも、また、国際連合の目的と両立しない他のいかなる方法によるものも慎まなければならない」と定められている。ただし、国連憲章51条によって、他国からの侵略に対する防衛は自衛権として明確に例外とされ、認められている。自国のみの自衛権だけではなく、ある国が侵略を受けた際に第三国が共同で被侵略国を防衛する集団的自衛権も、同条項にて明確に認められている。なお、第三国による内戦への介入に関しては、正統政府の要請による政府側からの介入に関しては容認されるとの解釈が一般的であるものの、違法との解釈も存在する。また、反政府勢力側に立っての介入は内政干渉、ひいては侵略にあたり違法とされる。

### 経済国際主義
戦争は資源や食糧を求めて他国を侵略することで発生することから、資源の共同管理や自由貿易（資源・食糧を金銭で獲得できる制度）を実現すれば戦争はなくなるという考え方が経済国際主義による平和論である。この説の起源は古く、1910年にはイギリスのラルフ・ノーマン・エンジェルが当時の貿易統合の高まりを見て、経済緊密化による戦争抑制を唱えたものの、その4年後の1914年には第一次世界大戦が勃発した。やがて21世紀に入ると、エリック・ガーツキーが商業的平和論を唱え、貿易の依存関係ではなく直接投資の拡大が平和をもたらすのに大きな効果があると論じたが、この論には反証も挙げられている。この理論は一般論としても支持者が多く、例えばコラムニストのトーマス・フリードマンは1996年に「ゴールデンアーチ理論」を提唱し、ゴールデンアーチ、すなわちマクドナルドが進出するほど中間層が成長した国どうしでは戦争は起きないと唱えた。この理論はいくつかの例外を含みつつもある程度持ちこたえていたものの、2022年のロシアのウクライナ侵攻によって、両国ともにマクドナルドが進出していたために完全に崩壊した。

### 相互信頼による平和論
戦争を偏見と民族差別に起因するものとみて相互信頼を構築することによって戦争が予防されると考える平和論である。国際連盟の知的協力委員会及び第二次世界大戦後のユネスコの活動、国際親睦団体による国際交流や留学制度にその思想が引き継がれている。観光と国家間の貿易だけでも、平和と非常に強い相関関係がある。

### 集団安全保障
国際社会で集団的な制裁の仕組みを作ることによって戦争を防止しようとするもの。集団安全保障体制は、国際連盟で初めて制度実現し、その後、国際連合で整備拡充されて今日に引き継がれている。集団的自衛権との違いは、集団的自衛権が基本的に同盟国間で適用されるのに対し、集団安全保障は国際社会全体での対応を念頭に置いている点である。

### リベラリズム
リベラリズム的平和論としては、まず機能主義が現れ、協力が困難な安全保障問題ではなく、経済や文化など協力しやすい特定の分野において交流を深め、国際平和を確実なものにしようと説いた。これは19世紀後半以降の各種国際機関の設立をもたらした。次いで1950年代には新機能主義が登場し、特定分野での協力を深化させて政治的信頼を醸成し、政治統合によって国家主権を徐々に超国家機構へと移行させることで平和を構築しようと考えた。これは欧州経済共同体の設立などの成果をもたらしたが、1960年代には行き詰まった。1970年代にはジョセフ・ナイとロバート・コヘインが相互依存論を唱え、複合的な国家間の相互依存関係が深まることで平和の可能性が高まると説いた。

### 民主的平和論
民主国家の間には相互に戦争を抑制する制度と文化が備わっていると考え、世界のすべての国を民主化させることにより平和を実現しようとするのが民主的平和論である。この思想の起源は古く、すでに18世紀にはイマヌエル・カントがこれに類似した論を提唱していたが、1980年代に入るとマイケル・ドイルやブルース・ラセットらがこれを立証し、民主的平和論を確立させた。民主国家間での戦争が少ない理由については、民主主義国は内政において議会などにより平和的に紛争を解決する規範を持っており、それを相手国にも期待できるためという説や、民主国家においては権力分立が確立しており、国民が選挙や世論を通じて政府の暴走を止めることができるため、政府や政治家もそれを念頭に置いて平和的政策を採らざるを得ないという説、また民主国家では政府の透明性が高く、相手国の情報がお互いに得やすいため相手の反応や限界が見極めやすいから、民主国家が仮に参戦した場合は非常に継戦能力が高く危険なためなど、いくつかの説が存在する。
なお、成熟した民主国家間において戦争が起きにくいことにはほぼ合意が存在するものの、急激な民主化は必ずしも平和をもたらさない場合がある。これは、国内の政治情勢がまだ安定しておらず、先鋭化した国内対立が軍事的対立へとつながる場合があるためである。また、独裁国家における戦争可能性はその政治システムによって左右され、文民による集団指導体制では武力行使の可能性は低くほぼ民主国家と同じ程度であるのに対し、独裁者一個人に依拠する体制では戦争に及ぶ可能性が高まると考えられている。
厳格なジャーナル「政治交流」によると、民主政治と平和の関係は誤りであり、実際には民主国家間の貿易や同盟の拡大が平和の原動力であるという意見もある。同誌によれば、権威主義が復活しつつある世界において、民主主義と平和の関係を真に理解する必要性が迫られているとのことである。経済平和研究所も、「積極的平和度指数」を評価する際、報告書から民主主義の項目を削除した。

## 運動・活動

### 国際連合

国連平和維持活動の実施状況を示した地図
現在平和維持活動を実施中の国・地域
過去に平和維持活動が実施された国・地域

国際連合は平和のために創設されたが、多くの問題を内包している。国連憲章にある集団安全保障は、冷戦における米ソの対立により機能不全に陥った。国連憲章上に明文規定はないものの、PKF（国連平和維持軍:Peace-Keeping Forces）を用いて、戦争に介入することで平和を積極的に創造する取組みも行っており、この活動に対して、1988年にはノーベル平和賞が贈られたものの、人材や資金の確保、その権限や任務内容において数多くの問題がある。
従来のPKOは停戦監視と兵力の引きはなしが主要任務であったが、冷戦の終結後、1992年に当時のブトロス・ブトロス＝ガーリ事務総長は増加する地域紛争を抑制するための予防外交という概念を提唱し国際連合平和維持活動を大規模化・強化した。しかしこの試みはマケドニア共和国では成功したものの、ソマリア内戦（UNOSOM II）やボスニア・ヘルツェゴビナ紛争（UNPROFOR）では紛争の抑止に失敗し、国際連合ルワンダ支援団（UNAMIR）でもルワンダ虐殺を阻止することはできなかった。特にルワンダにおける平和維持活動は、国連の限界や平和維持活動の問題を浮上させることとなった。しかしその後もPKOの任務の拡大は続き、平和維持のみならず戦争によって荒廃した当該国の武装解除や新秩序構築までを視野に入れた、いわゆる平和構築が重視されるようになっている。

### 国際連盟
国際連合の前に、第一次世界大戦後に世界初の集団安全保障体制を構築しようとした国際組織が国際連盟だった。連盟は、国際紛争が発生した場合は仲裁裁判や連盟理事会の審査などのいくつかの手続きによって両国の仲裁を行い、それでも戦争を行う国家には経済制裁などいくつかの制裁を行うことが出来たものの、軍事的な制裁機能が弱く、集団安全保障体制としては不十分なものであった。結局この体制では平和を実現することはできず、1930年代以降世界各地で侵略戦争が続発し、第二次世界大戦へとつながっていくこととなった。

### 各種平和賞
平和に貢献した人々のために、世界のさまざまな団体が各種平和賞を設立し、授与を行っている。1901年にはアルフレッド・ノーベルの遺志によってノーベル平和賞が設けられ、毎年12月10日にノルウェー・ノーベル委員会が授与を行う。最も有名な受賞者には、欧州連合内の国々を和解させた欧州連合と核軍縮に貢献したバラク・オバマ前米大統領がいる。このほかにも、学生平和賞などさまざまな平和賞が存在する。

## 記念物
以下は、平和の記念物である。
| 名称                                         | 位置                                               | 組織                  | 意義 | 画像 |
| -------------------------------------------- | -------------------------------------------------- | --------------------- | --- | ---- |
| 日本の平和の鐘                               | アメリカ合衆国・ニューヨーク                       | 国際連合              | World peace |      |
| Fountain of Time                             | アメリカ合衆国・シカゴ                             | Chicago Park District | 100 years of peace between the USA and UK |      |
| Fredensborg Palace                           | デンマーク・Fredensborg                            | フレデリク4世         | The peace between Denmark–Norway and Sweden, after Great Northern War which was signed July 3, 1720 on the site of the unfinished palace.                                                         |      |
| インターナショナル・ピース・ガーデン         | アメリカ合衆国・ノースダコタ州、カナダ・マニトバ州 | 非営利組織            | Peace between the US and Canada, World peace |      |
| ピース・アーチ                               | サレー付近のアメリカ合衆国・カナダの国境           | 非営利組織            | Built to honor the first 100 years of peace between Great Britain and the United States resulting from the signing of the Treaty of Ghent in 1814.                                                |      |
| Statue of Europe                             | ブリュッセル                                       | 欧州委員会            | Unity in Peace in Europe |      |
| ウォータートン・グレイシャー国際平和自然公園 | アメリカ合衆国・モンタナ州、カナダ・アルバータ州   | 非営利組織            | World Peace |      |
| The Peace Dome                               | アメリカ合衆国・ウィンディービル                   | 非営利組織            | Many minds working together toward a common ideal to create real and lasting transformation of consciousness on planet Earth. A place for people to come together to learn how to live peaceably. |      |

## 思想
戦争や暴力によって紛争を解決せず、暴力的手段を用いずに平和を達成しようとする思想のことを平和主義と呼ぶ。またこうした平和主義に基づき、世界各地で活発な平和運動が行われてきた。

## 平和学

2022年の世界平和度指数（消極的平和指数とも呼ばれる）。緑が濃いほど平和、赤が濃いほど平和から遠いことを示す。

平和を達成するための科学的な研究は、平和研究、または平和学と呼ばれる。平和研究は国際関係論や政治学、経済学などさまざまな分野と関係が深く、学際性が非常に高い。因果推論はあまりうまく機能せず、理解するにはシステム思考が求められる。平和学は1924年にチェコスロバキアのプラハ大学で最初の講義が開講されたとされ、当初は国際制度や国際組織論を中心とした平和研究が行われていた。その後、ルイス・フライ・リチャードソンやクインシー・ライト、ケネス・ボールディング、アナトール・ラパポートらによって理論化と体系化が進められた。
この時期までの平和学は国家間の紛争防止のみを目的としていたが、1968年にインドのスガタ・ダスグプタ（Sugata Dasgupta）が戦争が起きていなくとも貧困や抑圧などによって平和とは到底言えない状況におかれている民衆が多数存在することを指摘し、これを「平和ならざる状態」と定義した。さらに1969年にヨハン・ガルトゥングが貧困・抑圧・差別などを構造的暴力と定義し、ただ単に戦争が起こっていないだけの状態を消極的平和、構造的暴力がなく秩序や安全、民主主義や豊かさなどが保証された状態を積極的平和と定義した。
1970年代以降、平和学の学科や講座が世界各地の大学で開設されるようになり、1980年には平和研究の大学院大学としてコスタリカに平和大学が開設された。またこの時期以降、世界各地の初等教育・中等教育において平和教育が積極的に行われるようになっていった。日本においても小学校および中学校において、第二次世界大戦の惨禍や核兵器の脅威などを中心とした平和教育が行われている。
世界各国の平和の指標として、経済平和研究所はほぼ毎年、「消極的平和指数（一般に世界平和度指数とも呼ばれる）」と「積極的平和指数」とを発表している。また、国連は毎年9月21日を「国際平和デー」と定め、さまざまなイベントを開催している。戦後とは異なり、2023年までの15年間で、「消極的平和指数」は約2％悪化しているが、搾取などをなくすための「積極的平和指数」は2009年から2022年の間に約2％改善している。2024年は、第二次世界大戦後、最も多くの国が戦争に巻き込まれた年であり、世界各国が団結しなければ実現が難しい世界平和の崖っぷちに立たされている。
経済平和研究所は、2022年版「積極的平和報告書」について、従来とは異なる見解を示している。「積極的平和指数」の要素から民主主義が除外されているが、これは民主主義が直接平和を促進するものではないという学界の見解と一致している。また、安全保障はむしろ消極的平和の内容であり、積極的平和は、汚職の防止、健全な政府、人的資本の質、情報の自由、健全なビジネス環境、近隣諸国との良好な関係、他者の権利の尊重、資源の公平な配分であると経済平和研究所は定義しており、日本の2024年消極的平和指数世界ランキングは17位、積極的平和指数世界ランキングは13位である。

## 参考資料
- 広島市立大学広島平和研究所紀要『広島平和研究』創刊号（特別寄稿3）「平和とは何か―だれのための平和、友好、そして援助なのか―」（吉川元）2013年11月